# Zaretis zethus
Zaretis zethus är en fjärilsart som beskrevs av John Obadiah Westwood 1850. Zaretis zethus ingår i släktet Zaretis och familjen praktfjärilar. Inga underarter finns listade i Catalogue of Life.